# Cacine
Cacine est une ville et un secteur de la région administrative de Tombali, en Guinée-Bissau.
Selon le recensement démographique de 2009, le secteur comptait une population de 15 648 habitants, dont 977 habitants dans la seule aire urbaine de la ville de Cacine, répartis sur une superficie territoriale de 613,4 km2,.

## Histoire
Les frontières actuelles de la Guinée-Bissau ont été définies par la convention relative à la délimitation des possessions françaises et portugaises dans l’Afrique occidentale du 12 mai 1886 faisant partie des accords de la conférence de Berlin, où la France conserve définitivement la région de Casamance (actuellement partie du Sénégal), échangée contre la bande de Cacine.
L'occupation proprement dite par le Portugal n'a commencé que le 9 mars 1895, après la signature du traité avec Saiou Abraham Salifou, souverain de Cacine, dans lequel il autorisait la construction d'un poste commercial dans la localité. Le 4 avril de la même année, une garnison militaire portugaise fixe est également installée à Cacine.
Par un décret royal de 1906, le territoire guinéen est divisé en une commune (Bolama) et six résidences : Bissau, Cacheu, Farim, Geba, Cacine et Buba. Bissau est restée la capitale du district de Bissau, l'entité juridique prédécesseur du secteur autonome, mais a perdu plus de la moitié de ses terres à cause de la formation des districts de Bolama, Cacine (actuel Tombali) et Quinara. Cacine devient chef-lieu du district du même nom
Cacine perdit plus tard le titre de capitale de la région de Tombali au profit de Catió.

## Géographie
La ville de Cacine est située sur les rives du rio Cacine (pt), la même rivière qui traverse le secteur d'est en ouest, étant très importante pour l'approvisionnement en eau potable et source de protéines alimentaires. À hauteur de la ville, le rio Cacine se trouve déjà dans une zone estuarienne avec l'océan Atlantique.

## Infrastructure

### Transport
Cacine est reliée au territoire national par la route régionale nº 6 (R6), qui la relie aux villages de Sanconha, Gadamael Porto, Guilege et Gandembel, au nord.
Cacine possède également un petit port fluvial spécialisé dans le chargement et le déchargement de coquillages et de poissons.

### Éducation
La ville dispose d'un campus pivot de l'Escola Normal Superior Tchico Té (ENSTT). L'ENSTT propose essentiellement des diplômes.